# Benito José Labre
San Benito José Labre (Amettes, Francia, 26 de marzo de 1748 - Roma, 16 de abril de 1783) fue un santo francés, conocido por ser un vagabundo. Fue canonizado en 1881.

## Su vida
Siendo el mayor de una familia de quince hijos, es recibido a la edad de doce años en la casa de su tío, el cura de Érin, quien le da educación con vistas a que entrara en el seminario. Pero renuncia al sacerdocio teniendo miedo de perder su alma salvando la de los demás.
Después de haber sido rechazado en la Orden de la Trapa, intentó ingresar en la Cartuja.
El 6 de octubre de 1767 Benito José Labre, a la edad de 19 años, después de algunos meses en la comunidad de la Cartuja de Notre-Dame-des-Prés de Neuville-sous-Montreuil, es rechazado al no encontrar la vocación específica para esta Orden, de nuevo rechazado en la Trapa, toma el hábito religioso en la abadía de Sept-Fons en 1769.
Sin embargo, tuvo que irse de la abadía cuando enfermó. Se dirige a Paray-le-Monial, después cerca de Lyon, a Dardilly, donde Pierre Vianney, el abuelo de San Juan María Vianney, ofrece su hospitalidad a ese vagabundo.
Rechazado en todas partes, Benito José finalmente escogió una vida de mendicante y de peregrino, yendo de santuario en santuario. El producto de su mendicidad lo ofrece a otros pobres, lo que le vale una reputación de santidad. Así se le ve cantar en voz alta las letanías de la Virgen María cerca de un tragaluz de una prisión y da a los prisioneros las monedas que le habían tirado por caridad.
Se hace miembro de la Tercera Orden Franciscana. Hace voto de no bañarse, por mortificación. Su ausencia de higiene y los parásitos se hicieron proverbiales. Su errar perpetuo, muy común en la Edad Media, edad de oro para las grandes peregrinaciones, es, en el siglo XVIII, en camino a la época de las Luces, lo que se agrega a su santidad.
Hace una peregrinación a Roma, a donde llega en diciembre de 1770, a Santiago de Compostela (1773), de nuevo a Roma en 1774, a Loreto en 1777. Se queda en Roma el año siguiente.
Vivió seis años en las ruinas del Coliseo, antes de morir a los 35 años, el 16 de abril de 1783, un miércoles santo, en el domicilio del carnicero Zaccarelli quien lo había encontrado desmayado en el mercado de la Iglesia de Santa Maria dei Monti. La noticia de su muerte se extendió por toda Roma por los gritos de los niños: E morto il santo (el santo ha muerto). Parece que, por otro lado, pasó las noches en el Hospicio Evangélico de San Martín de los Montes.

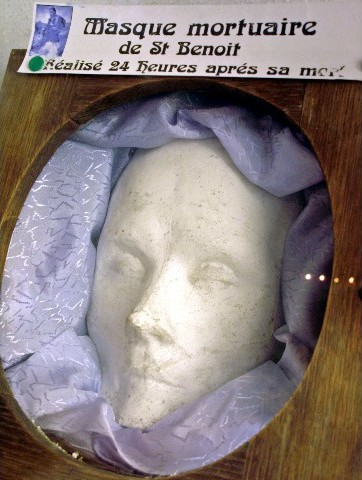
Máscara mortuoria del santo, realizada 24 horas después de su muerte.

Su entierro en la Iglesia de Santa Maria dei Monti dio lugar a manifestaciones de fe popular, y su cuerpo reposa bajo una piedra de mármol en el transepto derecho.

## Posteridad
Es el santo patrono de la Parroquia de Amqui y de la municipalidad de Saint-Benoît-Labre en Quebec, Canadá, de la comuna de Marçay en Francia, de los solteros, los mendigos, de los sin domicilio fijo, de los vagabundos, de los peregrinos, de los itinerantes y de las personas inadaptadas.
Dos artistas lo representaron en vida, la moda era de tomar un modelo entre los mendigos:
- el escultor André Bley, para una cabeza de Cristo, que serviría de modelo para los grabados;
- el pintor Antonio Cavallucci, del cual la pintura es conservada en Roma.

Su confesor, el abad Marconi, publica su biografía en el mismo año de su muerte; los recuerdos de su paso por el país de lengua germánica fueron publicados por Stutter en 1789.

## A la Gloria de los Altares
- Beatificado en 1860 ante 40000 personas por el Papa Pío IX
- Canonizado el 8 de diciembre de 1881 por el Papa León XIII.

Sus reliquias descansan en parte, en su comuna de nacimiento, Amettes, al norte de Francia, otra parte en la basílica de Marçay que le está dedicada y que fue objeto alguna vez de su peregrinaje.